# Луїс Орна
Луїс Орна Біскарі (ісп. Luis Horna Biscari) — колишній перуанський тенісист, чемпіон Ролан-Гарросу у парній грі. 
Орна відомий під прізвиськом Лучо. Він дуже успішно виступав на юніорському рівні, був четвертим номером у юніорському рейтингу, грав у фіналі Ролан-Гарросу в одиночному розряді, а в парному вигравав як Ролан-Гаррос так і Вімблдон.
Найвищим досягненням тенісиста в турнірах Великого шолома був виграш Відкритого чемпіонату Франції 2008 року в парі з уругвайцем Пабло Куевасом.

## Фінали турнірів Великого шолома

### Парний розряд: 1 (1–0)
| Результат | Дата | Турнір                      | Покриття | Партнер      | Суперники                    | Рахунок  |
| --------- | ---- | --------------------------- | -------- | ------------ | ---------------------------- | -------- |
| Перемога  | 2008 | Відкритий чемпіонат Франції | Ґрунт    | Пабло Куевас | Деніел Нестор Ненад Зімоньїч | 6–2, 6–3 |

## Фінали турнірів ATP за кар'єру

### Одиночний розряд: 3 (2–1)
| Легенда                         |
| Турніри Великого шолома (0–0)   |
| Tennis Masters Cup (0–0)        |
| Серія Мастерс ATP (0–0)         |
| Серія ATP Інтернешнл Ґолд (1–0) |
| Серія ATP Інтернешнл (1–1)      |

| Титули за покриттям |
| Тверде (0–1)        |
| Ґрунт (2–0)         |
| Трава (0–0)         |

| Титули за типом корту |
| Відкритий (2–1)       |
| Закритий (0–0)        |

| Результат | В-П | Дата     | Турнір                           | Рівень      | Покриття | Суперник          | Рахунок       |
| --------- | --- | -------- | -------------------------------- | ----------- | -------- | ----------------- | ------------- |
| Поразка   | 0–1 | Сер 2004 | Connecticut Open, США            | Інтернешнл  | Тверде   | Ллейтон Г'юїтт    | 3–6, 1–6      |
| Перемога  | 1–1 | Бер 2006 | Abierto Mexicano TELCEL, Мексика | Інтер. Ґолд | Ґрунт    | Хуан Ігнасіо Чела | 7–6(7–5), 6–4 |
| Перемога  | 2–1 | Лют 2007 | Chile Open, Чилі                 | Інтернешнл  | Ґрунт    | Ніколас Массу     | 7–5, 6–3      |

### Парний розряд: 11 (6–5)
| Легенда                         |
| Турніри Великого шолома (1–0)   |
| Tennis Masters Cup (0–0)        |
| Серія Мастерс ATP (0–0)         |
| Серія ATP Інтернешнл Ґолд (1–1) |
| Серія ATP Інтернешнл (4–4)      |

| Титули за покриттям |
| Тверде (0–0)        |
| Ґрунт (6–5)         |
| Трава (0–0)         |

| Титули за типом корту |
| Відкритий (6–5)       |
| Закритий (0–0)        |

| Результат | В-П | Дата     | Турнір                                        | Рівень       | Покриття | Партнер         | Суперники                             | Рахунок                    |
| --------- | --- | -------- | --------------------------------------------- | ------------ | -------- | --------------- | ------------------------------------- | -------------------------- |
| Поразка   | 0–1 | Лип 2004 | Dutch Open, Нідерланди                        | Інтернешнл   | Ґрунт    | Хосе Акасусо    | Ярослав Левинський Давід Шкох         | 0–6, 6–2, 5–7              |
| Поразка   | 0–2 | Кві 2005 | Grand Prix Hassan II, Марокко                 | Інтернешнл   | Ґрунт    | Мартін Гарсія   | Франтішек Чермак Леош Фридль          | 4–6, 3–6                   |
| Поразка   | 0–3 | Кві 2005 | U.S. Men's Clay Court Championships, США      | Інтернешнл   | Ґрунт    | Мартін Гарсія   | Марк Ноулз (тенісист) Деніел Нестор   | 3–6, 4–6                   |
| Перемога  | 1–3 | Лип 2005 | Dutch Open, Нідерланди                        | Інтернешнл   | Ґрунт    | Мартін Гарсія   | Фернандо Гонсалес Ніколас Массу       | 6–4, 6–4                   |
| Поразка   | 1–4 | Вер 2006 | Romanian Open, Румунія                        | Інтернешнл   | Ґрунт    | Мартін Гарсія   | Маріуш Фирстенберг Марцин Матковський | 7–6(7–5), 6–7(5–7), [8–10] |
| Перемога  | 2–4 | Жов 2006 | Campionati Internazionali di Sicilia, Італія  | Інтернешнл   | Ґрунт    | Мартін Гарсія   | Маріуш Фирстенберг Марцин Матковський | 7–6(7–1), 7–6(7–2)         |
| Перемога  | 3–4 | Лип 2007 | Austrian Open, Австрія                        | Інтер. Ґолд  | Ґрунт    | Потіто Стараче  | Томас Беренд Крістофер Кас            | 7–6(7–4), 7–6(7–5)         |
| Перемога  | 4–4 | Січ 2008 | ATP Auckland Open, Нова Зеландія              | Інтернешнл   | Ґрунт    | Хуан Монако     | Ксав'є Малісс Юрген Мельцер           | 6–4, 3–6, [10–7]           |
| Перемога  | 5–4 | Лют 2008 | Argentina Open, Аргентина                     | Інтернешнл   | Ґрунт    | Агустін Кальєрі | Вернер Ешауер Петер Лучак             | 6–0, 6–7(6–8), [10–2]      |
| Поразка   | 5–5 | Бер 2008 | Abierto Mexicano TELCEL, Мексика              | Інтер. Ґолд  | Ґрунт    | Агустін Кальєрі | Олівер Марах Міхал Мертиняк           | 2–6, 7–6(7–3), [7–10]      |
| Перемога  | 6–5 | Чер 2008 | Відкритий чемпіонат Франції з тенісу, Франція | Великий Шлем | Ґрунт    | Пабло Куевас    | Деніел Нестор Ненад Зімоньїч          | 6–2, 6–3                   |

## Фінали ATP Челленджер і ITF Ф'ючерс

### Одиночний розряд: 15 (10–5)
| Легенда (одиночний розряд) |
| -------------------------- |
| Тур ATP Челленджер (6–5)   |
| ITF Ф'ючерс (4–0)          |

| Фінали за покриттям |
| ------------------- |
| Тверде (0–1)        |
| Ґрунт (10–4)        |
| Трава (0–0)         |
| Килим (0–0)         |

| Результат | В-П  | Дата     | Турнір                      | Рівень     | Покриття | Суперник                   | Рахунок            |
| --------- | ---- | -------- | --------------------------- | ---------- | -------- | -------------------------- | ------------------ |
| Перемога  | 1–0  | Сер 1998 | Еквадор F1, Гуаякіль        | Ф'ючерс    | Ґрунт    | Серхіо Ройтман             | 6–1, 7–6           |
| Перемога  | 2–0  | Вер 1998 | Перу F1, Ліма               | Ф'ючерс    | Ґрунт    | Маркуш Даніел              | 7–6, 6–4           |
| Перемога  | 3–0  | Вер 1998 | Перу F2, Ліма               | Ф'ючерс    | Ґрунт    | Карлос Гомес-Діас          | 7–6, 7–6           |
| Перемога  | 4–0  | Вер 1998 | Перу F3, Ліма               | Ф'ючерс    | Ґрунт    | Карлос Гомес-Діас          | 6–2, 7–6           |
| Поразка   | 4–1  | Вер 1999 | Ашаффенбург, Німеччина      | Челленджер | Ґрунт    | Рене Нікліш                | 6–3, 2–6, 6–7      |
| Поразка   | 4–2  | Бер 2000 | Салінас, Еквадор            | Челленджер | Тверде   | Давіде Сангінетті          | 2–6, 2–6           |
| Поразка   | 4–3  | Вер 2000 | Ашаффенбург, Німеччина      | Челленджер | Ґрунт    | Ніколя Кутло               | 7–6(7–2), 3–6, 1–6 |
| Поразка   | 4–4  | Вер 2001 | Куритиба, Бразилія          | Челленджер | Ґрунт    | Флавіо Саретта             | 6–7(3–7), 1–6      |
| Перемога  | 5–4  | Тра 2002 | Загреб, Хорватія            | Челленджер | Ґрунт    | Домінік Грбатий            | 6–2, 6–1           |
| Перемога  | 6–4  | Чер 2002 | Фюрт, Німеччина             | Челленджер | Ґрунт    | Юрген Мельцер              | 6–4, 6–2           |
| Перемога  | 7–4  | Чер 2002 | Вайден, Німеччина           | Челленджер | Ґрунт    | Желько Краян               | 6–0, 6–4           |
| Поразка   | 7–5  | Лис 2002 | Сан-Паулу, Бразилія         | Челленджер | Ґрунт    | Франко Скілларі            | 2–6, 4–6           |
| Перемога  | 8–5  | Жов 2003 | Севілья, Іспанія            | Челленджер | Ґрунт    | Гільєрмо Гарсія-Лопес      | 6–0, 4–6, 6–3      |
| Перемога  | 9–5  | Кві 2004 | Пейджет, Бермудські Острови | Челленджер | Ґрунт    | Мартін Вассальйо Аргуельйо | 6–4, 4–6, 6–4      |
| Перемога  | 10–5 | Лип 2008 | Лугано, Швейцарія           | Челленджер | Ґрунт    | Ніколя Девільдер           | 7–6(7–1), 6–1      |

### Парний розряд: 16 (7–9)
| Легенда (парний розряд)  |
| ------------------------ |
| Тур ATP Челленджер (6–8) |
| ITF Ф'ючерс (1–1)        |

| Фінали за покриттям |
| ------------------- |
| Тверде (1–1)        |
| Ґрунт (6–8)         |
| Трава (0–0)         |
| Килим (0–0)         |

| Результат | В-П | Дата     | Турнір                   | Рівень     | Покриття | Партнер                 | Суперники                                       | Рахунок                 |
| --------- | --- | -------- | ------------------------ | ---------- | -------- | ----------------------- | ----------------------------------------------- | ----------------------- |
| Перемога  | 1–0 | Сер 1998 | Еквадор F1, Гуаякіль     | Ф'ючерс    | Ґрунт    | Руді Рейк               | Родріго Пена Серхіо Ройтман                     | 6–4, 6–1                |
| Поразка   | 1–1 | Вер 1998 | Перу F1, Ліма            | Ф'ючерс    | Ґрунт    | Руді Рейк               | Маркуш Даніел Родрігу Монті                     | 7–5, 6–7, 5–7           |
| Перемога  | 2–1 | Сер 2000 | Менхенгладбах, Німеччина | Челленджер | Ґрунт    | Еміліо Бенфеле Альварес | Херман Пуентес Франсіску Коста                  | 7–6(7–1), 1–6, 7–5      |
| Поразка   | 2–2 | Жов 2000 | Ліма, Перу               | Челленджер | Ґрунт    | Хуан Ігнасіо Чела       | Гастон Етліс Мартін Родрігес                    | 2–6, 2–5 ret.           |
| Перемога  | 3–2 | Бер 2001 | Салінас, Еквадор         | Челленджер | Тверде   | Давід Налбандян         | Даніел Мело Флавіо Саретта                      | 6–4, 0–6, 6–1           |
| Поразка   | 3–3 | Лип 2001 | Венеція, Італія          | Челленджер | Ґрунт    | Себастьян Прієто        | Марк Мерклейн Мітч Спренгелмеєр                 | 4–6, 6–7(7–9)           |
| Поразка   | 3–4 | Січ 2002 | Сан-Паулу, Бразилія      | Челленджер | Тверде   | Федеріко Бровне         | Фредерік Ніємеєр Брендон Коуп                   | 7–6(7–5), 6–7(4–7), 4–6 |
| Поразка   | 3–5 | Тра 2002 | Любляна, Словенія        | Челленджер | Ґрунт    | Себастьян Прієто        | Маріано Худ Едгардо Масса                       | 5–7, 1–6                |
| Перемога  | 4–5 | Чер 2002 | Брауншвейг, Німеччина    | Челленджер | Ґрунт    | Маріано Худ             | Франтішек Чермак Петр Лукса                     | 3–6, 6–3, 6–1           |
| Перемога  | 5–5 | Жов 2002 | Севілья, Іспанія         | Челленджер | Ґрунт    | Маріано Худ             | Алекс Лопес Морон Альберт Портас                | 4–6, 6–1, 6–4           |
| Поразка   | 5–6 | Лис 2002 | Сан-Паулу, Бразилія      | Челленджер | Ґрунт    | Серхіо Ройтман          | Маріано Худ Себастьян Прієто                    | 3–6, 4–6                |
| Поразка   | 5–7 | Лис 2005 | Гуаякіль, Еквадор        | Челленджер | Ґрунт    | Іван Міранда            | Хуан Мартін дель Потро Хуан Антоніо Марін       | без гри                 |
| Перемога  | 6–7 | Лис 2007 | Монтевідео, Уругвай      | Челленджер | Ґрунт    | Пабло Куевас            | Сантьяго Вентура Бертомеу Марсель Гранольєрс    | без гри                 |
| Поразка   | 6–8 | Кві 2008 | Неаполь, Італія          | Челленджер | Ґрунт    | Фред Жіл                | Томаш Цибулець Ярослав Левинський               | 1–6, 3–6                |
| Перемога  | 7–8 | Лис 2008 | Ліма, Перу               | Челленджер | Ґрунт    | Себастьян Прієто        | Рамон Дельгадо Жуліо Сілва                      | 6–3, 6–3                |
| Поразка   | 7–9 | Бер 2009 | Барлетта, Італія         | Челленджер | Ґрунт    | Пабло Куевас            | Сантьяго Вентура Бертомеу Рубен Рамірес Ідальго | 6–7(1–7), 2–6           |

## Досягнення
| W | Ф | ПФ | ЧФ | #Р | КТ | К# | DNQ | A | NH |

### Одиночний розряд
| Турніри Великого шлему                 |              |              |     |     |      |     |     |     |     |     |        |       |     |
| Відкритий чемпіонат Австралії з тенісу |              |              | К2р | 1р  | 1р   | 1р  | 3р  | 1р  | 1р  |     | 0 / 6  | 2–6   | 25% |
| Відкритий чемпіонат Франції з тенісу   | К3р          | К1р          | К1р | 2р  | 2р   | 3р  | 1р  | 1р  | 2р  | К2р | 0 / 6  | 5–6   | 45% |
| Вімблдонський турнір                   |              |              |     | 1р  | 1р   | 1р  | 1р  | 1р  | 1р  |     | 0 / 6  | 0–6   | 0%  |
| Відкритий чемпіонат США з тенісу       |              |              | 1р  | 1р  | 1р   | 1р  | 2р  | 2р  | 1р  |     | 0 / 7  | 2–7   | 22% |
| В-П                                    | 0–0          | 0–0          | 0–1 | 1–4 | 1–4  | 2–4 | 3–4 | 1–4 | 1–4 | 0–0 | 0 / 25 | 9–25  | 26% |
| Тур ATP Мастерс 1000                   |              |              |     |     |      |     |     |     |     |     |        |       |     |
| Indian Wells Open                      |              |              |     | К2р | 3р   | 1р  | 1р  | 2р  | 1р  |     | 0 / 5  | 3–5   | 38% |
| Відкритий чемпіонат Маямі з тенісу     |              | К2р          | 3р  | 2р  | 1р   | 1р  | 2р  | 2р  |     |     | 0 / 6  | 5–6   | 45% |
| Мастерс Монте-Карло                    |              |              |     | 2р  |      | 1р  | 1р  |     |     |     | 0 / 3  | 1–3   | 25% |
| Гамбург Masters                        |              |              |     | К1р | 2р   | 1р  | 1р  | К2р | 1р  |     | 0 / 4  | 1–4   | 20% |
| Мастерс Рим                            |              |              |     |     | 3р   | 3р  | 1р  | К1р | 3р  |     | 0 / 4  | 6–4   | 60% |
| Мастерс Канада                         |              |              |     |     | 3р   | 1р  |     |     |     |     | 0 / 2  | 2–2   | 50% |
| Мастерс Цинциннаті                     |              |              |     |     | 2р   | 3р  |     |     |     |     | 0 / 2  | 3–2   | 60% |
| Мастерс Мадрид                         | Не проводили | Не проводили |     |     | ЧФ   |     |     |     |     |     | 0 / 1  | 3–1   | 75% |
| Мастерс Париж                          |              |              |     |     | 1р   |     |     |     |     |     | 0 / 1  | 0–1   | 0%  |
| В-П                                    | 0–0          | 0–0          | 2–1 | 2–2 | 11–8 | 4–7 | 1–5 | 2–2 | 2–3 | 0–0 | 0 / 28 | 24–28 | 46% |
| Рейтинг на кінець року                 | 127          | 138          | 77  | 64  | 36   | 84  | 61  | 73  | 106 | 440 |        |       |     |

### Парний розряд
| Турніри Великого шлему                 |     |     |     |     |     |      |     |        |       |     |
| Відкритий чемпіонат Австралії з тенісу |     | 1р  |     | 1р  | 1р  | 1р   |     | 0 / 4  | 0–4   | 0%  |
| Відкритий чемпіонат Франції з тенісу   | 1р  | 1р  |     |     | 1р  | 2008 | 3р  | 1 / 5  | 8–4   | 67% |
| Вімблдонський турнір                   |     | 1р  | 1р  |     |     | 2р   |     | 0 / 3  | 1–3   | 25% |
| Відкритий чемпіонат США з тенісу       | 1р  | 1р  | 1р  | 1р  | 2р  | 2р   |     | 0 / 6  | 2–6   | 25% |
| В-П                                    | 0–2 | 0–4 | 0–2 | 0–2 | 1–3 | 8–3  | 2–1 | 1 / 18 | 11–17 | 39% |
| Рейтинг на кінець року                 | 404 | 121 | 93  | 76  | 107 | 17   | 275 |        |       |     |

## Перемоги на гравцями першої 10-ки
| Сезон    | 1998 | 1999 | 2000 | 2001 | 2002 | 2003 | 2004 | 2005 | 2006 | 2007 | 2008 | 2009 | Всього |
| Перемоги | 0    | 0    | 0    | 0    | 0    | 2    | 1    | 2    | 1    | 3    | 1    | 0    | 10     |

| #    | Гравець             | Рейтинг | Турнір                                               | Покриття | Р-д  | Рахунок                 | Рейтинг Орни |
| 2003 | 2003                | 2003    | 2003                                                 | 2003     | 2003 | 2003                    | 2003         |
| ---- | ------------------- | ------- | ---------------------------------------------------- | -------- | ---- | ----------------------- | ------------ |
| 1.   | Роджер Федерер      | 5       | 2003, Франція                                        | Ґрунт    | 1р   | 7–6(8–6), 6–2, 7-6(7–3) | 88           |
| 2.   | Хуан Карлос Ферреро | 2       | Idea Prokom Open 2003, Польща                        | Ґрунт    | ЧФ   | 6-1, 7-6(7–1)           | 92           |
| 2004 |                     |         |                                                      |          |      |                         |              |
| 3.   | Гільєрмо Кор'я      | 3       | Торонто, Канада                                      | Тверде   | 1р   | 5-1, ret.               | 41           |
| 2005 |                     |         |                                                      |          |      |                         |              |
| 4.   | Тім Генман          | 8       | 2005, Франція                                        | Ґрунт    | 2р   | 7–5, 6–7(2–7), 6–3, 6–4 | 59           |
| 5.   | Гільєрмо Кор'я      | 10      | Western & Southern Financial Group Masters 2005, США | Тверде   | 2р   | 6-4, 6-4                | 63           |
| 2006 |                     |         |                                                      |          |      |                         |              |
| 6.   | Гастон Гаудіо       | 8       | Abierto Mexicano TELCEL, Мексика                     | Ґрунт    | ПФ   | 4–6, 6–4, 6–3           | 68           |
| 2007 |                     |         |                                                      |          |      |                         |              |
| 7.   | Давід Налбандян     | 8       | Буенос-Айрес, Аргентина                              | Ґрунт    | 1р   | 6-4, 6-3                | 50           |
| 8.   | Іван Любичич        | 7       | Перчах, Австрія                                      | Ґрунт    | 2р   | 7-6(7–5), 6-4           | 82           |
| 9.   | Томмі Робредо       | 8       | Бостад, Швеція                                       | Ґрунт    | 1р   | 6–1, 1–6, 6–1           | 82           |
| 2008 |                     |         |                                                      |          |      |                         |              |
| 10.  | Рішар Гаске         | 9       | Рим, Італія                                          | Ґрунт    | 1р   | 6-4, 6-1                | 111          |

## Юніорські фінали турнірів Великого шолома

### Одиночний розряд: 1 (1 поразка)
| Результат | Рік  | Турнір                               | Покриття | Суперник        | Рахунок  |
| --------- | ---- | ------------------------------------ | -------- | --------------- | -------- |
| Поразка   | 1997 | Відкритий чемпіонат Франції з тенісу | Ґрунт    | Даніель Ельснер | 4–6, 4–6 |

### Парний розряд: 2 (2 перемоги)
| Результат | Рік  | Турнір                               | Покриття | Партнер       | Суперники                             | Рахунок       |
| --------- | ---- | ------------------------------------ | -------- | ------------- | ------------------------------------- | ------------- |
| Перемога  | 1997 | Відкритий чемпіонат Франції з тенісу | Ґрунт    | Хосе де Армас | Арно Ді Паскуале Жюльєн Жанп'єр       | 6–4, 2–6, 7–5 |
| Перемога  | 1997 | Вімблдонський турнір                 | Трава    | Ніколас Массу | Яко ван дер Вестгейзен Веслі Вайтгаус | 6–4, 6–2      |